# Glochidion canescens
Glochidion canescens är en emblikaväxtart som beskrevs av Adolph Daniel Edward Elmer. Glochidion canescens ingår i släktet Glochidion och familjen emblikaväxter. Inga underarter finns listade i Catalogue of Life.